# أرجمون محرشف
أرجمون محرشف (الاسم العلمي:Argemone squarrosa) هو نوع من النباتات يتبع جنس الأرجمون من الفصيلة الخشخاشية.